# Ryūzōji Takanobu
Ryūzōji Takanobu (龍造寺 隆信, né le 24 mars 1529, mort le 4 mai 1584) est un daimyo de l'époque Sengoku qui gouverne une région au nord de l'île de Kyūshū. Il est le fils aîné de Ryūzōji Chikaie et devient le dix-neuvième chef du clan Ryūzōji. Masaie, le fils de Takanobu, sera le dernier chef des Ryūzōji.

## Dernière année
En 1584, Arima Harunobu, l'obligé des Ryūzōji, rompt avec le clan. Profitant de l'occasion, un certain nombre de petits clans de la péninsule de Shimabara prennent aussi les armes. Takanobu mène personnellement une armée d'environ 60 000 hommes en vue de soumettre la rébellion mais est défait par les forces de Shimazu Iehisa avec lequel s'est allié le clan Arima. Dans la confusion de la mêlée, un samouraï intrépide se fraya un chemin jusqu'au général pour le défier en duel : « Je suis Kawakami Tadakata, je viens pour prendre ta tête » et il tint parole. Comme Ryûzôji Takanobu avait été un despote cruel à la poigne de fer (on le surnommait « l'Ours de la province de Higo »), personne ne le pleura et on dit que lorsque le général Shimazu voulut restituer sa tête à sa famille, après les rituels suivant la fin de la bataille, elle n'en voulut pas.

## Source de la traduction
- (en) Cet article est partiellement ou en totalité issu de l’article de Wikipédia en anglais intitulé « Ryūzōji Takanobu » (voir la liste des auteurs).